# Јинглак Шинаватра
Јинглак Шинаватра (тај. ยิ่งลักษณ์ ชินวัตร; Сан Камфенг, Чијанг Мај, 21. јун 1967) бивша је премијерка Тајланда . Пре доласка на ову функцију била је председник бангкошке компаније за купопродају некретнина SC Asset Co., Ltd. Млађа је сестра бившег премијера Таксина Шинаватре. Кинеског и тајландског је порекла.

## Биографија
Рођена је и одрасла у месту Сан Камфенг, Чијанг Мај на северу Тајланда. У школи и на факултету је била популарна због лепоте и памети. Школовала се у САД као стипендиста америчке владе, као и у својој земљи. Говори енглески и кинески језик. У мају 2011. тајландска опозициона странка Феу Тај, која окупља Таксинове присталице, номиновала је Јинглак као премијерског кандидата на парламентарним изборима. Њена странка је освојила довољно места у Представничком дому за већинску владу. Дана 5. августа 2011. постала је прва жена на челу Тајланда. 2014. је ухапшена због корупције, 2016. јој је суђено, а 2017. је осуђена на пет година затвора на Тајланду. Јинглак Шинаватра се није појавила на суђењу на изрицању своје затворске казне и своје судске пресуде. Побегла је из земље, тајландске власти су расписале међународну потерницу за њом. Интерпол је тражи. 2018. године, бројне гласине и трачеви постоје где се налази, усликана је у Лондону и у Дубаију. Током свог мандата, била је једна од најмоћнијих жена у Азији и у свету, разговарала је са Бараком Обамом, Владимиром Путином, Си Ђинпингом... Када је побегла са Тајланда заједно са сином, понела је и велику количину новца за собом, неки тврде да ће се 2018. вратити натраг у земљу и предати тајландским властима, да одслужи своју затворску казну. 27. јуна 2019. Влада Републике Србије јој је доделила српско држављанство.